# Anne Clark
Pour les articles homonymes, voir Clark.
Anne Charlotte Clark (14 mai 1960 à Croydon, Londres, Royaume-Uni) est une artiste anglaise de musique expérimentale new wave. Elle est DJ, chanteuse, musicienne et poète. Son premier album, The Sitting Room, est sorti en 1982 et elle a réalisé une quinzaine d'albums depuis.
Elle est considérée comme l'une des pionnières du genre de la musique parlée, et est reconnue pour sa musique synthpop et new wave, notamment en Europe. Son œuvre est vaste (livres, pièces radiophoniques, films, albums, singles, DVD, concerts). Elle est passionnée de littérature qu'elle utilise dans certaines de ses créations et ses textes sont qualifiés de poèmes.

## Biographie
Anne Clark naît le 14 mai 1960 à Croydon, un quartier de Londres. 
Elle grandit dans l'environnement punk du sud de Londres.
Elle quitte l'école à 16 ans. Elle est ensuite embauchée dans un hôpital psychiatrique, dans un magasin de disques puis dans le milieu de l'édition. Parallèlement, elle réalise la programmation musicale d'un théâtre puis décide de se produire au Cabaret Futura de Richard Strange, fondateur et leader de Doctors of Madness, un groupe anglais protopunk du milieu des années 1970,. 
En 1982, Anne Clark est signée par un label indépendant, Red Flame, et sort son premier album The Sitting Room qu'elle a entièrement composé. L'album se classe à la 11e place du Top 100 des albums de 1983.
Les albums The Sitting Room (1982) puis Changing Places (1983) la révèlent auprès d'un large public amateur d'electropop. David Harrow la rejoint au clavier et le duo cosignera alors les albums. Les titres Our Darkness et Sleeper in Metropolis sont considérés comme des incontournables de la musique dark wave et synthpop des années 1980. Our Darkness est classé en Allemagne et fait partie du classement des vingt meilleurs disques industriels de tous les temps,.
Virgin Records réalise ensuite une large distribution des trois albums suivants, Joined Up Writing (1984), Pressure Points (1985) et Hopeless Cases (1987). 
Anne Clark collabore également plusieurs années avec le pianiste Charlie Morgan, qui décèdera en 1992.
Elle s'entoure ensuite d'un nouveau groupe présent sur l'album en public Psychometry (1994) et expérimente le style acoustique.
Puis elle collabore avec Martyn Bates, fondateur du groupe Eyeless in Gaza, pour l'album Just After Sunset (1998), inspiré des poèmes de Rainer Maria Rilke,. 
Anne Clark reprend ensuite ses études et revient en 2001 avec un style hybride, acoustique et synthétique. L'album Notes Taken, Notes Left (2004) ne comporte que des textes et aucune note de musique, mais d'autres titres expérimentent la trance ou le rock électronique. 
Elle sort l'album The Smallest Acts of Kindness (2008) puis crée son propre label After Hours. Sortiront alors l'EP Past and Future Tense (2010), l'expérimental Enough (2013) et Homage - The Silence Inside (2018).
En 2023, Anne Clark réalise une tournée appelée « Together Again ». Elle se produira au Café de la danse à Paris le 8 décembre 2023.

## Discographie

### Albums studio
- 1982 : The Sitting Room
- 1983 : Changing Places
- 1984 : Joined Up Writing
- 1985 : Pressure Points
- 1987 : Hopeless Cases
- 1991 : Unstill Life (Réédition 2020 20 titres)
- 1993 : The Law Is An Anagram Of Wealth (Réédition 2020 15 titres)
- 1994 : Psychometry
- 1995 : To Love And Be Loved (Réédition 2020 15 titres)
- 1998 : Just After Sunset (The Poetry Of Rainer Maria Rilke) (avec Martyn Bates)
- 2004 : Notes Taken, Notes Left
- 2008 : The Smallest Acts Of Kindness
- 2010 : Past and Future Tense
- 2013 : Enough
- 2018 : Homage - The Silence Inside (avec Thomas Rückoldt)

### Compilations & Live
- 1986 : An Ordinary Life (Compilation)
- 1988 : R.S.V.P: Live At The Music Centrum Utrecht Holland
- 1992 : The Best Of Anne Clark (Compilation)
- 1994 : Psychometry: Anne Clark And Friends, Live At The Passionskirche, Berlin
- 1997 : Wordprocessing (The Remix Project) (Compilation de remixes)
- 2003 : From The Heart - Live In Bratislava (Sessions live aux studios de Slovak Radio à Bratislava, le 17 novembre 2002)
- 2009 : Live - Tour 2008-2009 in Germany
- 2010 : The Very Best Of Anne Clark (Compilation)
- 2012 : Enough (avec Murat Parlak) (Performances live enregistrées les 11,12 & 13 mai 2012 au Dynamo Zürich)
- 2021 : Synaesthesia: Classics Re-Worked (Compilation de remixes)

### Singles
- 1984 – Sleeper in Metropolis (Rough Trade Germany)
- 1984 – Our Darkness (miscellaneous, licensed from Red Flame)
- 1984 – Self Destruct (Germany: Ten)
- 1985 – Sleeper in Metropolis (Remix with David Harrow) (UK: Ink)
- 1985 – Wallies (UK: Ink)
- 1985 – Heaven (UK: Ten; Germany: Virgin Schallplatten)
- 1986 – True Love Tales (UK: Ink)
- 1987 – Hope Road (UK: Ten)
- 1987 – Poem Without Words
- 1987 – Homecoming (UK: Ten, Germany: Virgin Schallplatten)
- 1988 – Our Darkness/Sleeper in Metropolis/Self Destruct (UK: Ink)
- 1990 – Abuse (Germany: SVP)
- 1991 – Counter Act (SVP)
- 1991 – Counter Act (Remixes) (SPV; single/EP)
- 1992 – If I Could/Our Darkness (Remix) (SPV)
- 1993 – The Haunted Road: Travelogue Mixes (SPV)
- 1994 – Elegy For A Lost Summer (SPV)
- 1994 – Elegy For A Lost Summer (Remix) (SPV)
- 1996 – Letter Of Thanks To A Friend (SPV; Bill Laswell remixes)
- 1997 – Our Darkness ('97 Remixes) (Columbia Records/Sony BMG)
- 1997 – Sleeper In Metropolis ('97 Remixes) (Gang Go, Columbia Records/Sony BMG)
- 1998 – Wallies (Night of the Hunter) ('98 Remixes) (Columbia Records/Sony BMG)
- 2002 –  Blank & Jones featuring Anne Clark: The Hardest Heart (Gang Go/Warner)
- 2003 – Sleeper In Metropolis 3000 (Gang Go/Warner)
- 2008 – Full Moon (netMusicZone)